# Heteropterys subhelicina
Heteropterys subhelicina är en tvåhjärtbladig växtart som beskrevs av Franz Josef Niedenzu. Heteropterys subhelicina ingår i släktet Heteropterys och familjen Malpighiaceae. Inga underarter finns listade i Catalogue of Life.